# 대한민국의 해양경찰청장
해양경찰청장(海洋警察廳長)은 해양경찰청을 대표하는 직위로, 치안총감으로 보한다.

## 임명
- 해양경찰청장은 대통령이 임명한다.

## 역할
- 각 행정기관의 장은 소관사무를 통할하고 소속공무원을 지휘·감독한다.
- 해양경찰청장은 해양에서의 경찰 및 오염방제에 관한 사무를 관장한다.

## 역대 기관장

### 내무부 해양경찰대장
| 정부      | 대수 | 이름           | 계급   | 임기                            | 비고 |
| --------- | ---- | -------------- | ------ | ------------------------------- | ---- |
| 제1공화국 | 초대 | 이상열(李相烈) | 경무관 | 1953년 12월 21일~1955년 2월 7일 |      |

### 해무청 해양경비대장
| 정부      | 대수 | 이름           | 계급      | 임기                            | 비고 |
| --------- | ---- | -------------- | --------- | ------------------------------- | ---- |
| 제1공화국 | 초대 | 이상열(李相烈) | 경무관    | 1955년 2월 7일~1955년 6월 14일  |      |
| 제1공화국 | 2대  | 김옥경(金玉卿) | 서기관    | 1955년 8월 4일~1956년 6월 7일   |      |
| 제1공화국 | 3대  | 최효용(崔孝鏞) | 이사관    | 1956년 6월 28일~1957년 9월 12일 |      |
| 제1공화국 | 4대  | 김석응(金錫應) | 이사관    | 1957년 9월 12일~1960년 5월 25일 |      |
| 제2공화국 | 5대  | 민흥기(閔興基) | 이사관    | 1960년 5월 30일~1961년 6월 19일 |      |
| 제2공화국 | 6대  | 김순일(金淳一) | 해군 대령 | 1961년 10월 30일~1962년 5월 1일 |      |

### 내무부 해양경찰대장
| 정부        | 대수           | 이름           | 계급                             | 임기                             | 비고          |
| ----------- | -------------- | -------------- | -------------------------------- | -------------------------------- | ------------- |
| 제2공화국   | 초대           | 김순일(金淳一) | 해군 대령                        | 1962년 5월 1일~1963년 12월 17일  |               |
| 제3공화국   | 2대            | 신광영(辛光永) | 해군 대령                        | 1963년 12월 17일~1964년 2월 2일  |               |
| 제3공화국   | 3대            | 신영철(申永撤) | 치안부이사관                     | 1964년 2월 3일~1966년 9월 30일   |               |
| 제3공화국   | 4대            | 신용관(申用寬) | 치안감                           | 1966년 10월 13일~1971년 6월 21일 |               |
| 제3공화국   | 5대            | 이종학(李宗鶴) | 치안감                           | 1971년 6월 21일~1973년 5월 19일  |               |
| 제4공화국   | 5대            | 이종학(李宗鶴) | 치안감                           | 1971년 6월 21일~1973년 5월 19일  |               |
| 6대         | 하삼식(河三植) | 경무관         | 1973년 5월 19일~1973년 12월 17일 |                                  |               |
| 7대         | 박용전(朴用銓) | 치안감         | 1973년 12월 17일~1974년 7월 12일 |                                  |               |
| 8대         | 장일훈(張日勳) | 치안감         | 1974년 7월 12일~1975년 5월 25일  |                                  |               |
| 9대         | 박병훈(朴秉勳) | 치안감         | 1975년 6월 3일~1976년 7월 28일   |                                  |               |
| 10대        | 염보현(廉普鉉) | 치안감         | 1976년 7월 28일~1979년 2월 29일  | 경찰청장 역임                    |               |
| 11대        | 이광수(李光洙) | 치안감         | 1979년 2월 20일~1980년 7월 8일   |                                  |               |
| 12대        | 안응모(安應模) | 치안감         | 1980년 7월 23일~1981년 3월 9일   | 경찰청장 역임                    |               |
| 제5공화국   | 13대           | 치안감         | 이균범(李鈞範)                   | 1981년 3월 9일~1982년 1월 5일    |               |
| 제5공화국   | 14대           | 치안감         | 강민창(姜玟昌)                   | 1982년 1월 5일~1983년 4월 8일    | 경찰청장 역임 |
| 제5공화국   | 15대           | 치안감         | 홍세기(洪世基)                   | 1983년 4월 8일~1983년 12월 13일  |               |
| 제5공화국   | 16대           | 치안감         | 최영덕(崔永德)                   | 1983년 12월 13일~1985년 1월 18일 |               |
| 제5공화국   | 17대           | 안규학(安圭鶴) | 경무관                           | 1985년 1월 18일~1985년 2월 28일  |               |
| 제5공화국   | 18대           | 조종석(趙鍾奭) | 치안감                           | 1985년 2월 28일~1986년 1월 17일  | 경찰청장 역임 |
| 제5공화국   | 19대           | 김상조(金相祚) | 치안정감                         | 1986년 1월 17일~1986년 10월 27일 |               |
| 제5공화국   | 20대           | 권복경(權福慶) | 치안정감                         | 1986년 10월 27일~1987년 1월 22일 | 경찰청장 역임 |
| 제5공화국   | 21대           | 주병덕(朱炳德) | 치안정감                         | 1987년 1월 22일~1988년 6월 1일   |               |
| 노태우 정부 | 22대           | 정용득(鄭龍得) | 치안정감                         | 1988년 6월 1일~1990년 6월 26일   |               |
| 노태우 정부 | 23대           | 허진원(許鎭遠) | 치안정감                         | 1990년 6월 26일~1991년 7월 31일  |               |

### 경찰청 해양경찰청장
| 정부        | 대수 | 이름           | 계급     | 임기                             | 비고          |
| ----------- | ---- | -------------- | -------- | -------------------------------- | ------------- |
| 노태우 정부 | 초대 | 이강년(李康年) | 치안정감 | 1991년 7월 31일~1993년 3월 3일   |               |
| 김영삼 정부 | 2대  | 최재삼(崔在三) | 치안정감 | 1993년 3월 15일~1993년 9월 22일  |               |
| 김영삼 정부 | 3대  | 박일용(朴一龍) | 치안정감 | 1993년 9월 23일~1994년 7월 18일  | 경찰청장 역임 |
| 김영삼 정부 | 4대  | 정진규(鄭鎭奎) | 치안정감 | 1994년 7월 19일~1994년 12월 26일 |               |
| 김영삼 정부 | 5대  | 유상식(兪相植) | 치안정감 | 1994년 12월 27일~1996년 8월 12일 |               |

### 해양경찰청장
| 정부        | 대수 | 이름           | 계급     | 임기                             | 비고                    |
| ----------- | ---- | -------------- | -------- | -------------------------------- | ----------------------- |
| 김영삼 정부 | 초대 | 조성빈(曺聖彬) | 치안정감 | 1996년 8월 12일~1998년 3월 1일   |                         |
| 김대중 정부 | 2대  | 김대원(金大圓) | 치안정감 | 1998년 3월 1일~1999년 12월 1일   |                         |
| 김대중 정부 | 3대  | 김종우(金宗佑) | 치안정감 | 1999년 12월 3일~2000년 12월 6일  |                         |
| 김대중 정부 | 4대  | 이규식(李奎植) | 치안정감 | 2000년 12월 7일~2001년 11월 1일  |                         |
| 김대중 정부 | 5대  | 박봉태(朴奉泰) | 치안정감 | 2001년 11월 1일~2003년 3월 2일   |                         |
| 노무현 정부 | 6대  | 서재관(徐載寬) | 치안정감 | 2003년 3월 3일~2004년 1월 7일    |                         |
| 노무현 정부 | 7대  | 이승재(李承栽) | 치안총감 | 2004년 1월 7일~2006년 8월 9일    | 재임 중 차관급으로 격상 |
| 노무현 정부 | 8대  | 권동옥(權東玉) | 치안총감 | 2006년 8월 9일~2008년 3월 5일    | 최초의 해양경찰관 출신  |
| 이명박 정부 | 9대  | 강희락(姜熙洛) | 치안총감 | 2008년 3월 6일~2009년 3월 9일    | 경찰청장 역임           |
| 이명박 정부 | 10대 | 이길범(李吉範) | 치안총감 | 2009년 3월 9일~2010년 9월 8일    |                         |
| 이명박 정부 | 11대 | 모강인(牟康仁) | 치안총감 | 2010년 9월 8일~2012년 5월 7일    |                         |
| 이명박 정부 | 12대 | 이강덕(李康德) | 치안총감 | 2012년 5월 7일~2013년 3월 18일   |                         |
| 박근혜 정부 | 13대 | 김석균(金錫均) | 치안총감 | 2013년 3월 18일~2014년 11월 18일 |                         |

### 해양경비안전본부장
| 정부        | 대수 | 이름           | 계급     | 임기                             | 비고 |
| ----------- | ---- | -------------- | -------- | -------------------------------- | ---- |
| 박근혜 정부 | 14대 | 홍익태(弘益太) | 치안총감 | 2014년 11월 19일~2017년 7월 25일 |      |

### 해양경찰청장
| 정부        | 대수 | 이름           | 계급     | 임기                            | 비고                  |
| ----------- | ---- | -------------- | -------- | ------------------------------- | --------------------- |
| 문재인 정부 | 15대 | 박경민(朴敬暋) | 치안총감 | 2017년 7월 26일~2018년 6월 24일 |                       |
| 문재인 정부 | 16대 | 조현배(調現培) | 치안총감 | 2018년 6월 25일~2020년 3월 5일  |                       |
| 문재인 정부 | 17대 | 김홍희(金洪熙) | 치안총감 | 2020년 3월 5일~2021년 12월 3일  |                       |
| 문재인 정부 | 18대 | 정봉훈(丁奉勳) | 치안총감 | 2021년 12월 3일~2023년 1월 3일  |                       |
| 윤석열 정부 | 19대 | 김종욱(金鍾旭) | 치안총감 | 2023년 1월 4일~2025년 1월 3일   |                       |
| 윤석열 정부 | -    | 오상권(吳相權) | 치안정감 | 2025년 1월 3일~2025년 2월 9일   | 차장 겸 청장 직무대행 |
| 윤석열 정부 | 20대 | 김용진(金容珍) | 치안총감 | 2025년 2월 10일~                |                       |

## 같이 보기
- 해양경찰청
- 해양경찰청 차장